# Институт озероведения РАН
Институт озероведения РАН (ИНОЗ РАН) был образован в 1944 году на базе Лаборатории озероведения Отделения геолого-географических наук АН СССР, по инициативе учёного-лимнолога Г. Ю. Верещагина. В 1971 году Лаборатория была преобразована в Институт озероведения (ИНОЗ), который в настоящее время входит в состав Отделения наук о Земле РАН. Ведущее научное учреждение России в области лимнологии. С 2020 года является структурным подразделением Санкт-Петербургского Федерального исследовательского центра РАН.

## Научные направления
Основными направлениями научной деятельности института являются:
- Разработка теории эволюции, функционирования, устойчивости и восстановления озёр в различных географических зонах.
- Разработка теории эвтрофирования внутренних водоемов и научного прогноза сдерживания этого процесса с учётом природно-климатических и антропогенных факторов.
- Разработка теории переноса и трансформации веществ и энергии в системе «водосбор-водоем».
- Изучение истории происхождения и развития озёр (палеолимнологические исследования). Оценка ископаемых природных ресурсов озерного происхождения.
- Оценка природно-ресурсного потенциала озерного фонда России и прогноз тенденций его изменения с учётом социально-экономического развития регионов.
- Разработка фундаментальных научных основ охраны и рационального использования природных ресурсов озёр.
- Комплексное изучение Ладожского озера — крупнейшего озера Европы и основного источника водоснабжения Санкт-Петербурга с целью оценки состояния его природных ресурсов, прогноз изменений экосистемы, определения путей её сохранения и улучшения качества воды.

## Структура
В состав института входят:
- Лаборатория географии и гидрологии. Руководитель лаборатории — доктор географических наук, профессор Науменко Михаил Арсеньевич;
- Лаборатория гидрохимии. Руководитель лаборатории — кандидат географических наук Игнатьева Наталья Викторовна;
- Лаборатория гидробиологии. Руководитель лаборатории — доктор биологических наук, профессор Курашов Евгений Александрович;
- Лаборатория комплексных проблем лимнологии. Руководитель лаборатории — кандидат физико-математических наук Рыбакин Владимир Николаевич;
- Лаборатория математических методов моделирования. Руководитель лаборатории — доктор физико-математических наук Кондратьев Сергей Алексеевич.

Также в Институте находится сектор Библиотеки Академии Наук (библиотека ИНОЗ), которая была создана в 1953 году. Суммарный фонд библиотеки составляет свыше 70 тыс. ед. хранения, включает в себя издания на русском, английском, французском и немецком языках. Хронологические рамки фонда — с конца XIX века по настоящее время. В фонде представлены следующие научные направления: озероведение, гидрология, океанология, гидрохимия, гидрогеология, география, геоморфология, гидробиология, метеорология, экология, ихтиология.

## Директора института (до 1971 года — Лаборатории озероведения)
- ак. Н. М. Страхов (1944—1945)
- ак. Д. В. Наливкин (1945—1955)
- ак. С. В. Калесник (1955—1977)
- чл.-к. АН СССР О. А. Алекин (1977—1982)
- ак. А. Ф. Трёшников (1982—1988)
- ак. В. А. Румянцев (1988—2015)
- д. геогр. н. Ш. Р. Поздняков (2015—2022)[2]